# Heartbound
 (février 2025).
Heartbound est un futur jeu vidéo de rôle à paraitre, développé par le développeur indépendant américain Pirate Software. Le jeu se concentre sur un garçon qui fait face à la dépression, à l'anxiété et à la peur alors qu'il se lance dans un voyage à travers différents endroits à la recherche de son chien, Baron. Le récit évolue avec des différentes branches scénaristiques, en fonction de la façon dont le joueur interagit avec l'environnement, les autres personnages et le système de combat. Chaque choix ou interaction a le potentiel de changer le jeu en ajoutant des dialogues, des rencontres ou des objets interactifs au monde.
Une version alpha du jeu est sortie pour Microsoft Windows, OS X et Linux en novembre 2016 sur Steam Greenlight. Une version en accès anticipé du jeu est sortie en décembre 2018.

## Gameplay
Heartbound est un jeu de rôle qui emprunte de nombreuses conventions à d'autres genres de jeux. La progression s'effectue par l'exploration et les choix du joueur, la façon dont le joueur interagit avec le monde façonne l'histoire et l'environnement pour le reste de sa partie. Selon le site Web Pirate Software :
"Chaque fois que vous interagissez avec un objet, parlez à un PNJ, oubliez d'éteindre un interrupteur, sortez la poubelle ou ignorez un buisson étincelant, le jeu s'en souvient et changera subtilement pour toutes les interactions futures. Le plus grand avantage de cette conception est qu'elle fonctionne déjà et qu'elle est présente dans les versions actuelles du jeu. Des différences mineures, et majeures, vont apparaître tout au long du jeu et donner à la communauté quelque chose à partager. Tout ce que vous faites compte, quel que soit le type de joueur que vous êtes ou que vous choisissez d'être. " 

### Jeu de réalité alternée
Une série d'énigmes cryptographiques peuvent être résolues en dehors de Heartbound, disponibles sur le site Web du jeu. Ces énigmes fournissent des informations supplémentaires et offrent un récit alternatif parallèle au jeu. Terminer des parties du jeu en réalité alternée (ARG) peut préfigurer ou débloquer du contenu de jeu supplémentaire.

## Développement
Hall cite Secret of Mana, EarthBound (et la série Mother ), Wario Ware, Secret of Evermore et 1o57 comme sources d'inspiration pour Heartbound.
Heartbound a été initialement lancé sur Steam en décembre 2016. Une campagne Kickstarter pour le jeu, début 2017, a atteint son objectif de financement en moins de deux jours et a fini par lever 19 272$ sur son objectif de 5 000$. Heartbound est sorti en accès anticipé sur Steam en décembre 2018, comprenant le premier chapitre (intitulé Homeworld) et le second chapitre (intitulé la Tour) sur un total de 5 chapitres, ainsi qu'une extension du jeu de réalité alternative compagnon du jeu.
Au cours des cinq années suivantes, Heartbound a poursuivi son développement, dont une grande partie a été diffusée en direct sur la chaîne Twitch du studio.

## Réception
IGN et Game Skinny ont tous deux montré leur intérêt pour la direction que prend le jeu. Le 3 octobre 2018, le jeu était à la seconde place du classement des meilleures sorties indépendantes sur Game Jolt. Le 1ᵉʳ janvier 2024, le jeu est à la première place.
Heartbound est un RPG indépendant avec un style graphique « rétro » et des mécanismes de combat uniques, qui est quelque peu similaire aux jeux créés par Toby Fox, Undertale et Deltarune . Ces caractéristiques superficielles conduisent à une brève controverse impliquant le populaire YouTuber MatPat lorsqu'une vidéo sur la chaîne GTLive sur le jeu était liée à Undertale, Deltarune et Toby Fox, mais pas à Heartbound ou Pirate Software.